# Auberville-la-Manuel
Auberville-la-Manuel – miejscowość i gmina we Francji, w regionie Normandia, w departamencie Sekwana Nadmorska.
Według danych na rok 1990 gminę zamieszkiwało 127 osób, a gęstość zaludnienia wynosiła 42 osoby/km² (wśród 1421 gmin Górnej Normandii Auberville-la-Manuel plasuje się na 771. miejscu pod względem liczby ludności, natomiast pod względem powierzchni na miejscu 840.).